# Litván Lista
A Litván Lista (litvánul Lietuvos Sąrašas) litván politikai párt, amelyet 2012 nyarán hoztak létre. A párt elnöke Darius Kuolys. 2016-ban a párt nem érte el a parlamenti, 5 százalékos küszöböt, mégis jelenleg egy parlamenti mandátummal rendelkezik a Seimasban.